# 지연된 TCP 확인응답
지연된 TCP 확인응답(TCP delayed acknowledgment)은 네트워크 성능 향상을 위해 일부 전송 제어 프로토콜(TCP) 구현에서 사용되는 기술이다. 기본적으로 여러 ACK 응답을 하나의 응답으로 결합하여 프로토콜 오버헤드를 줄일 수 있다. 그러나 경우에 따라 이 기술은 애플리케이션 성능을 저하시킬 수 있다.

## 방법 및 장점
RFC 1122에 설명된 바와 같이, 호스트는 ACK 응답 전송을 최대 500ms까지 지연할 수 있다. 또한, 전체 크기의 수신 세그먼트 스트림을 사용하는 경우, ACK 응답은 두 번째 세그먼트마다 전송되어야 한다. RFC 1122는 지연 ACK에 대한 원래 설명으로 1982년 RFC 813을 참조한다.
지연 ACK는 애플리케이션이 TCP 수신 윈도우를 업데이트하고 ACK와 함께 즉시 응답을 전송할 수 있는 기회를 제공한다. 텔넷과 같은 특정 프로토콜의 경우, 지연 ACK는 ACK, 윈도우 업데이트 및 응답 데이터를 하나의 세그먼트로 결합하여 서버가 전송하는 응답 수를 3배까지 줄일 수 있다.